# Microsoft Office 2013
Microsoft Office 2013 sub numele de cod Office 15 este un grup de programe software de productivitate office pentru sistemul de operare Microsoft Windows și succesorul la Microsoft Office 2010. Office 2013 a fost lansat pe 29 ianuarie 2013.
Office 2013 suportă Windows 8, Windows 7, Windows Server 2012 și Windows Server 2008 R2. Nu oferă suport sistemelor de operare Windows XP și Windows Vista.